# Pathé Cinémas
Pathé Cinémas is een Franse internationale bioscoop-exploitant, met bioscopen in Frankrijk, Nederland, Zwitserland, België, Ivoorkust en Tunesië. In alle landen, met uitzondering van België en Tunesië, is het bedrijf marktleider.

## Geschiedenis
Pathé Cinémas is in 2001 ontstaan toen de Franse filmproductie- en -distributiebedrijven Pathé en Gaumont hun bioscoopexploitatie-activiteiten samenbrachten in een joint venture. Pathé kreeg 66% van de aandelen in handen en Gaumont 34%. Gedurende de eerste jaren was de naam van het bedrijf EuroPalaces, dit werd in 2009 aangepast naar Les Cinémas Gaumont Pathé. Op 1 maart 2017 werd bekendgemaakt dat Gaumont zijn aandeel voor €380 miljoen had verkocht aan Pathé. Hiermee is Pathé volledig eigenaar van het bedrijf en werd de naam aangepast naar Les Cinémas Pathé Gaumont. In 2023 besloot Pathé de merknaam Gaumont uit te faseren en werd de naam van het bedrijf omgedoopt in Pathé Cinémas.

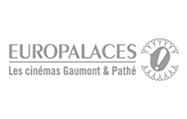
Logo EuroPalaces (2001-2009)

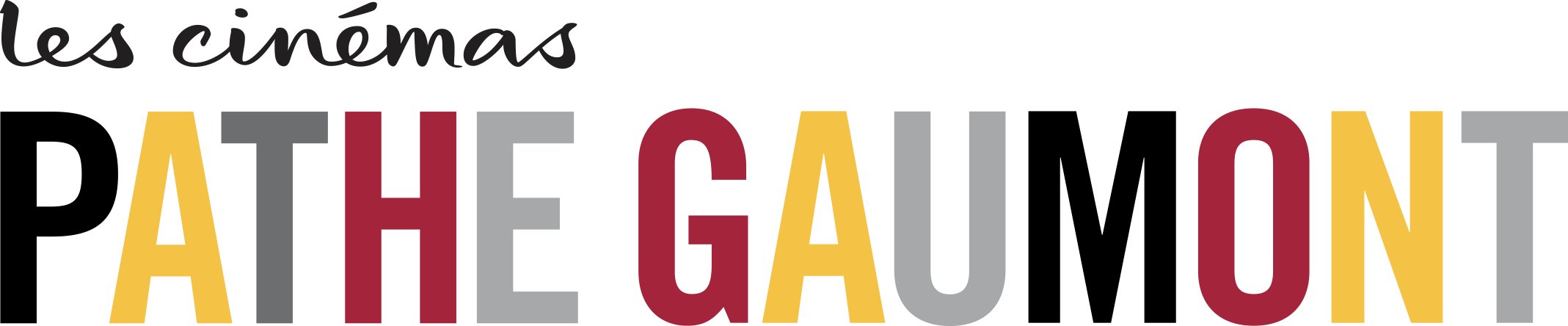
Logo Les Cinémas Pathé Gaumont (2017-2022)

Het bedrijf is sinds de jaren '90 gegroeid door meerdere overnames te doen, enkele overnames waren: MGM Cinemas in 1995, Minerva Bioscopen in 2010 in Nederland; CinePointCom in 2015 in België; Europacorp Cinemas in 2016, CineAlpes in 2019 in Frankrijk en Euroscoop in 2019 in Nederland en België. De meerderheid van de bioscopen die zijn overgenomen zijn omgebouwd naar het Pathé merk.
Tot 2010 exploiteerde het bedrijf ook meerdere bioscopen in Italië, maar deze werden afgestoten door moeilijkheden binnen de Italiaanse markt.
In 2018 betrad het de Afrikaanse bioscoopmarkt met de opening van een locatie in Tunis, met plannen in uitvoering voor bioscopen in Ivoorkust, Marokko en Senegal.

## Merkvoering
Pathé Cinémas gebruikte voor zijn activiteiten verschillende merknamen, zoals Pathé, Gaumont, Euroscoop en CinePointCom, maar behalve Pathé verdwijnen de overige merken steeds meer uit het straatbeeld.

## Bioscopen
Het bedrijf heeft 128 bioscopen in 6 landen, toekomstige bioscopen staan in het groen aangegeven.
| Stad                     | Bioscoop                        | Zalen | Stoelen | Technieken                                  | Opmerkingen                         |
| ------------------------ | ------------------------------- | ----- | ------- | ------------------------------------------- | ----------------------------------- |
| Amiens                   | Gaumont Amiens                  | 12    | 2666    | 4DX                                         |                                     |
| Angers                   | Pathé Angers                    | 12    | 2522    | 4DX, Dolby Atmos, D-Box                     |                                     |
| Annecy                   | Pathé Annecy                    | 10    | 1884    | Dolby Atmos                                 |                                     |
| Archamps                 | Gaumont Archamps                | 11    | 2679    | IMAX Laser                                  |                                     |
| Aubière                  | Ciné Dôme                       | 14    | 2491    | IMAX Laser, 4DX                             | Overgenomen van CineAlpes in 2019.  |
| Aurillac                 | Cristal                         | 8     |         |                                             | Overgenomen van CineAlpes in 2019.  |
| Avignon                  | Pathé Avignon Cap Sud           | 14    | 2600    | 4DX, D-Box                                  |                                     |
| Belfort                  | Pathé Belfort                   | 14    | 2892    |                                             |                                     |
| Boulogne-Billancourt     | Pathé Boulogne                  | 7     | 1492    |                                             |                                     |
| Boulogne-Billancourt     | Pathé île Seguin                | 8     |         | IMAX Laser                                  | Opening in 2021.                    |
| Brest                    | Multiplex Liberté               | 15    |         |                                             | Overgenomen van CineAlpes in 2019.  |
| Calais                   | Gaumont Coquelles               | 12    | 2357    |                                             |                                     |
| Caen                     | Pathé Les Rives de l'Orne       | 10    | 1813    | 4DX, Dolby Atmos, D-Box                     |                                     |
| Chambéry                 | Pathé Chambéry Les Halles       | 10    | 1593    |                                             |                                     |
| Conflans-Sainte-Honorine | Pathé Conflans                  | 12    | 2661    | IMAX Laser, 4DX                             |                                     |
| Clermont-Ferrand         | Ciné Capitole                   | 5     |         |                                             | Overgenomen van CineAlpes in 2019.  |
| Clermont-Ferrand         | Ciné Jaude                      | 7     |         | Dolby Atmos, Eclair Color                   | Overgenomen van CineAlpes in 2019.  |
| Creusot                  | Le Morvan                       | 4     |         |                                             | Overgenomen van CineAlpes in 2019.  |
| Dammarie-lès-Lys         | Pathé Dammarie                  | 10    | 2109    |                                             |                                     |
| Évreux                   | Pathé Évreux                    | 10    | 1961    |                                             |                                     |
| Grenoble                 | Pathé Chavant                   | 10    | 2950    |                                             |                                     |
| Grenoble                 | Pathé Echirolles                | 12    | 2888    | 4DX                                         |                                     |
| Issoire                  | Modern                          | 3     |         |                                             | Overgenomen van CineAlpes in 2019.  |
| Ivry-sur-Seine           | Pathé Quai d'Ivry               | 14    | 3780    | IMAX, 4DX                                   |                                     |
| La Plaine Saint-Denis    | Gaumont Stade de France         | 9     | 1497    | 4DX                                         |                                     |
| Le Grand-Quevilly        | Gaumont Grand Quevilly          | 16    | 3623    | IMAX, 4DX                                   |                                     |
| Le Havre                 | Gaumont Docks Vauban - Le Havre | 12    | 2384    | 4DX, Dolby Atmos                            |                                     |
| Le Mans                  | Pathé Le Mans Quinconces        | 11    | 1830    | Dolby Atmos                                 |                                     |
| Levallois                | Pathé Levallois                 | 8     | 1530    | 4DX, Dolby Atmos                            |                                     |
| Lieusaint                | Gaumont Carré Sénart            | 16    | 3543    | IMAX, 4DX, D-Box                            |                                     |
| Liévin                   | Pathé Liévin                    | 15    | 3300    | Dolby Atmos                                 |                                     |
| Lille-Sud (Rijsel)       | Pathé Lille-Sud                 | 15    |         | IMAX Laser, 4DX                             | Opening in 2021.                    |
| Lyon                     | Pathé Bellecour                 | 10    | 2120    | 4DX, Dolby Atmos                            |                                     |
| Lyon                     | Pathé Carré de Soie             | 15    | 3670    | IMAX, 4DX                                   |                                     |
| Lyon                     | Pathé Vaise                     | 14    | 2800    | Dolby Cinema, D-Box                         |                                     |
| Mâcon                    | Marivaux                        | 11    |         |                                             | Overgenomen van CineAlpes in 2019.  |
| Marne-la-Vallée          | Gaumont Disney Village          | 15    | 3866    | IMAX Laser, 4DX, D-Box                      |                                     |
| Marseille                | Cinema La Joliette              | 14    | 2109    | 4DX with ScreenX, Dolby Cinema              | Overgenomen van EuropaCorp in 2018. |
| Marseille                | Pathé Madeleine                 | 8     | 1373    |                                             |                                     |
| Marseille                | Pathé Plan de Campagne          | 16    | 3507    | IMAX Laser, 4DX, Dolby Atmos                |                                     |
| Massy                    | Pathé Massy                     | 9     | 1845    | Dolby Cinema                                |                                     |
| Metz                     | Gaumont Amnéville               | 12    | 2546    | 4DX                                         |                                     |
| Montataire               | Pathé Montataire                | 14    | 3466    | 4DX                                         |                                     |
| Montceau-les-Mines       | Les Plessis                     | 3     |         |                                             | Overgenomen van CineAlpes in 2019.  |
| Montpellier              | Gaumont Comédie                 | 8     | 1113    |                                             |                                     |
| Montpellier              | Gaumont Montpellier Multiplexe  | 17    | 3868    | IMAX Laser, 4DX, D-Box                      |                                     |
| Mouans-Sartoux           | La Strada                       | 5     | 824     |                                             | Overgenomen van CineAlpes in 2019.  |
| Nantes                   | Gaumont Nantes                  | 12    | 1945    |                                             |                                     |
| Nantes                   | Pathé Atlantis                  | 14    | 2916    | 4DX, Dolby Atmos, D-Box                     |                                     |
| Nevers                   | Cinémazarin                     | 10    |         |                                             | Overgenomen van CineAlpes in 2019.  |
| Nice                     | Pathé Gare du Sud               | 9     | 1537    | Dolby Cinema                                |                                     |
| Nice                     | Pathé Lingostière               | 13    | 2812    | 4DX, Dolby Atmos, D-Box                     |                                     |
| Nice                     | Pathé Masséna                   | 7     | 2344*   |                                             |                                     |
| Orléans                  | Pathé Orléans Place de Loire    | 12    | 2233    |                                             |                                     |
| Orléans                  | Pathé Saran                     | 9     | 1956    | IMAX                                        |                                     |
| Parijs                   | Gaumont Alésia                  | 8     | 1364    | Dolby Atmos                                 |                                     |
| Parijs                   | Gaumont Aquaboulevard           | 14    | 2479    | 4DX                                         |                                     |
| Parijs                   | Gaumont Champs-Élysées          | 6     | 1599    |                                             |                                     |
| Parijs                   | Gaumont Convention              | 6     | 1078    | Dolby Atmos                                 |                                     |
| Parijs                   | Gaumont Les Fauvettes           | 5     | 638     |                                             |                                     |
| Parijs                   | Gaumont Parnasse                | 19    | 3211    |                                             |                                     |
| Parijs                   | Pathé Beaugrenelle              | 10    | 1898    | 4DX with ScreenX, Dolby Cinema, Dolby Atmos |                                     |
| Parijs                   | Pathé La Villette               | 16    | 2901    | IMAX Laser, 4DX, ScreenX, Dolby Atmos       |                                     |
| Parijs                   | Pathé Opéra                     | 18    | 4140    |                                             |                                     |
| Parijs                   | Pathé Wepler                    | 12    | 2141    | 4DX, Dolby Atmos, Eclair Color              |                                     |
| Quetigny                 | Ciné Cap Vert                   | 12    |         |                                             | Overgenomen van CineAlpes in 2019.  |
| Reims                    | Gaumont Parc Millésime          | 12    | 2228    | IMAX Laser                                  |                                     |
| Rennes                   | Gaumont Rennes                  | 13    | 2800    | 4DX, Dolby Cinema                           |                                     |
| Rouen                    | Pathé Docks 76                  | 14    | 2965    | Dolby Cinema, Dolby Atmos                   |                                     |
| Strasbourg               | Pathé Brumath                   | 12    | 2750    | 4DX, Dolby Atmos                            |                                     |
| Thiais                   | Pathé Belle Épine               | 16    | 3609    | 4DX, Dolby Cinema, Dolby Atmos, D-Box       |                                     |
| Toulon                   | Pathé La Valette                | 15    | 3099    | IMAX Laser, 4DX, Dolby Atmos                |                                     |
| Toulon                   | Pathé Liberté                   | 9     | 1610    | 4DX                                         |                                     |
| Toulouse                 | Gaumont Labège                  | 16    | 3600    | IMAX, 4DX                                   |                                     |
| Toulouse                 | Gaumont Wilson                  | 15    | 3422    | Dolby Cinema, Dolby Atmos                   |                                     |
| Tours                    | Ciné Loire                      | 9     |         | IMAX Laser                                  | Overgenomen van CineAlpes in 2019.  |
| Tremblay-en-France       | Pathé Aéroville                 | 12    | 2380    | 4DX, Dolby Cinema, Dolby Atmos              | Overgenomen van EuropaCorp in 2018. |
| Valence                  | Pathé Valence                   | 12    | 2340    | 4DX                                         |                                     |
| Valenciennes             | Gaumont Valenciennes            | 15    | 3661    | 4DX                                         |                                     |

| Stad       | Bioscoop                      | Zalen | Stoelen | Kenmerken                      | Opmerkingen                          |
| ---------- | ----------------------------- | ----- | ------- | ------------------------------ | ------------------------------------ |
| Amersfoort | Pathé Amersfoort              | 8     | 1754    | ScreenX                        | Overgenomen van Minerva in 2010.     |
| Amstelveen | Pathé Amstelveen              | 7     |         |                                | Realisatie nog onzeker.              |
| Amsterdam  | Koninklijk Theater Tuschinski | 6     | 1431    |                                | Overgenomen van MGM Cinemas in 1995. |
| Amsterdam  | Pathé Amsterdam Noord         | 12    | 2500    | Dolby Atmos                    | Overgenomen van Euroscoop in 2019.   |
| Amsterdam  | Pathé Arena                   | 14    | 3246    | IMAX, 4DX                      |                                      |
| Amsterdam  | Pathé City                    | 7     | 596     |                                | Overgenomen van MGM Cinemas in 1995. |
| Amsterdam  | Pathé de Munt                 | 13    | 2415    | Dolby Cinema, 4DX              |                                      |
| Arnhem     | Pathé Arnhem                  | 9     | 1683    | IMAX, Dolby Atmos              |                                      |
| Breda      | Pathé Breda                   | 7     | 891     | Relax Seats                    | Overgenomen van Minerva in 2010.     |
| Delft      | Pathé Delft                   | 7     | 1341    |                                | Overgenomen van Minerva in 2010.     |
| Den Haag   | Pathé Buitenhof               | 6     | 1372    |                                | Overgenomen van MGM Cinemas in 1995. |
| Den Haag   | Pathé Scheveningen            | 8     | 2118    | Dolby Cinema, 4DX, Relax Seats |                                      |
| Den Haag   | Pathé Spuimarkt               | 9     | 2283    | IMAX, ScreenX                  |                                      |
| Den Haag   | Pathé Ypenburg                | 8     | 1442    | Relax Seats                    | Zou initieel openen als Euroscoop.   |
| Ede        | Pathé Ede                     | 9     | 2399    | Relax Seats                    | Overgenomen van CineMec in 2014.     |
| Eindhoven  | Pathé Eindhoven               | 8     | 1018    | IMAX, 4DX, Relax Seats         |                                      |
| Groningen  | Pathé Groningen               | 9     | 1671    |                                | Overgenomen van MGM Cinemas in 1995. |
| Haarlem    | Pathé Haarlem                 | 8     | 1277    | Relax Seats                    | Overgenomen van Minerva in 2010.     |
| Helmond    | Pathé Helmond                 | 6     | 1108    |                                |                                      |
| Leeuwarden | Pathé Leeuwarden              | 7     | 620     | Dolby Atmos, Relax Seats       |                                      |
| Maastricht | Pathé Maastricht              | 8     | 997     | Dolby Atmos, 4DX               |                                      |
| Nijmegen   | Pathé Nijmegen                | 8     | 1816    | Dolby Atmos, 4DX               | Overgenomen van CineMec in 2014.     |
| Rotterdam  | Pathé de Kuip                 | 14    | 2746    | Dolby Cinema, 4DX              |                                      |
| Rotterdam  | Pathé Schouwburgplein         | 7     | 2405    | IMAX                           |                                      |
| Rotterdam  | Pathé Zuidplein               |       |         |                                | Bouw gestart in 2023.                |
| Schiedam   | Pathé Schiedam                | 11    | 2410    | Dolby Atmos                    | Overgenomen van Euroscoop in 2019.   |
| Tilburg    | Pathé Tilburg Centrum         | 7     | 1341    | IMAX                           | Overgenomen van Minerva in 2010.     |
| Tilburg    | Pathé Tilburg Stappegoor      | 12    | 2515    | Dolby Atmos                    | Overgenomen van Euroscoop in 2019.   |
| Utrecht    | Pathé Rembrandt Utrecht       | 3     | 782     |                                | Overgenomen van MGM Cinemas in 1995. |
| Utrecht    | Pathé Utrecht Leidsche Rijn   | 7     | 1867    | Dolby Atmos, 4DX               | Overgenomen van CineMec in 2014 .    |
| Zaandam    | Pathé Zaandam                 | 6     | 1175    |                                | Overgenomen van Minerva in 2010.     |
| Zwolle     | Pathé Zwolle                  | 9     | 1515    | Dolby Atmos, 4DX               |                                      |

| Stad         | Bioscoop                  | Zalen | Stoelen | Technieken                          | Opmerkingen      |
| ------------ | ------------------------- | ----- | ------- | ----------------------------------- | ---------------- |
| Basel        | Pathé Kuchlin             | 8     | 2190    |                                     |                  |
| Bern         | Pathé Westside            | 11    | 2432    | 4DX                                 |                  |
| Dietlikon    | Pathé Dietlikon           | 10    | 2235    | 4DX, D-Box                          |                  |
| Genève       | Pathé Balexert            | 13    | 2752    | IMAX, Dolby Atmos, D-Box            |                  |
| Lausanne     | Pathé Flon                | 7     | 1871    | 4DX                                 |                  |
| Lausanne     | Pathé Les Galeries        | 8     | 1074    |                                     |                  |
| Luzern       | Pathé Mall of Switzerland | 12    | 1962    | IMAX Laser, 4DX, Dolby Atmos, D-Box |                  |
| Riddes       | Pathé Riddes              | 8     |         |                                     | Opening in 2020. |
| Spreitenbach | Pathé Spreitenbach        | 10    | 1322    | IMAX Laser, Dolby Atmos             |                  |

| Stad              | Bioscoop                       | Zalen | Stoelen | Technieken      | Opmerkingen                           |
| ----------------- | ------------------------------ | ----- | ------- | --------------- | ------------------------------------- |
| Charleroi         | Pathé Charleroi                | 14    | 3450    | IMAX Laser, 4DX | Overgenomen van Cinépointcom in 2015. |
| Genk              | Euroscoop Genk                 | 10    |         |                 | Overgenomen van Euroscoop in 2019.    |
| Lanaken           | Euroscoop Lanaken              | 8     |         |                 | Overgenomen van Euroscoop in 2019.    |
| Libramont         | Cinépointcom Libramont         | 2     | 240     |                 | Overgenomen van Cinépointcom in 2015. |
| Louvain-la-Neuve  | Cinéscope Louvain-La-Neuve     | 13    |         |                 | Overgenomen van Euroscoop in 2019.    |
| Maasmechelen      | Euroscoop Maasmechelen         | 11    |         |                 | Overgenomen van Euroscoop in 2019.    |
| Marche-en-Famenne | Cinépointcom Marche-en-Famenne | 3     | 415     |                 | Overgenomen van Cinépointcom in 2015. |
| Namen             | Anicapolis                     | 12    |         |                 | Overgenomen van Euroscoop in 2019.    |
| Sint-Niklaas      | Siniscoop Sint-Niklaas         | 8     |         |                 | Overgenomen van Euroscoop in 2019.    |
| Verviers          | Pathé Verviers                 | 8     | 1550    |                 | Overgenomen van Cinépointcom in 2015. |

| Stad   | Bioscoop             | Zalen | Stoelen | Technieken | Opmerkingen      |
| ------ | -------------------- | ----- | ------- | ---------- | ---------------- |
| Mornag | Pathé Azur City      | 6     |         |            | Opening in 2020. |
| Sousse | Pathé Mall of Sousse | 6     |         |            |                  |
| Tunis  | Pathé Tunis City     | 8     | 1585    |            |                  |

| Stad    | Bioscoop      | Zalen | Stoelen | Technieken | Opmerkingen |
| ------- | ------------- | ----- | ------- | ---------- | ----------- |
| Abidjan | Pathé Abidjan | 5     | 1000    |            |             |

| Stad       | Bioscoop         | Zalen | Stoelen | Technieken | Opmerkingen      |
| ---------- | ---------------- | ----- | ------- | ---------- | ---------------- |
| Casablanca | Pathé Casablanca |       |         |            | In ontwikkeling. |

| Stad  | Bioscoop    | Zalen | Stoelen | Technieken | Opmerkingen      |
| ----- | ----------- | ----- | ------- | ---------- | ---------------- |
| Dakar | Pathé Dakar |       |         |            | In ontwikkeling. |